# Josh Charlton

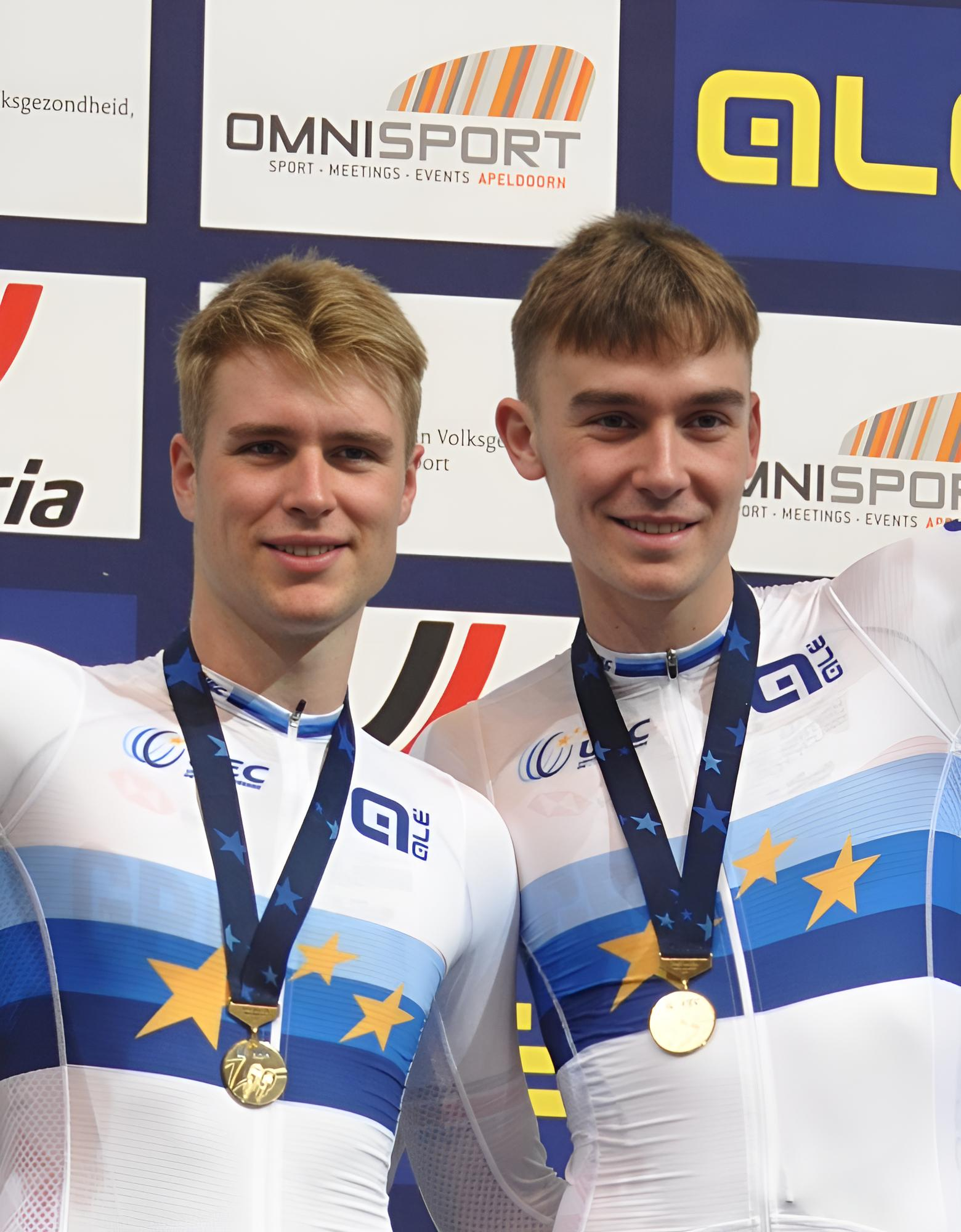
Charlton (l.) und Joshua Giddings als Junioren-Europameister im Madison (2021)

Josh Charlton (* 10. Februar 2003 in Sherburn, County Durham) ist ein britischer Radsportler, der bei Rennen auf Bahn und Straße startet.

## Sportlicher Werdegang
Seit 2013 ist Josh Charlton im Leistungsradsport aktiv. 2019 wurde er zweifacher britischer Jugend-Meister und hatte beim Europäischen Olympischen Sommer-Jugendfestival in Baku sein internationales Debüt. 2021 wurde er britischer Junioren-Meister in den Disziplinen Einerverfolgung und Scratch. Im selben Jahr wurde er zweifacher Junioren-Europameister, in Zweier-Mannschaftsfahren und in der Mannschaftsverfolgung. 2022 errang er seinen ersten Meistertitel in der Elite auf der Bahn.
2023 belegte Charlton bei den Straßen-Weltmeisterschaften Platz sechs im Einzelzeitfahren der U23 und mit der Mixed-Staffel Platz vier. Experten sehen in Charlton einen der besten Zeitfahrer der Zukunft.

## Erfolge

### Bahn
2019
- Britischer Jugend-Meister – Scratch, Einerverfolgung

2021
- Junioren-Europameister – Zweier-Mannschaftsfahren (mit Joshua Giddings), Mannschaftsverfolgung (mit Joshua Giddings, Joshua Tarling und Ross Birrell)
- Junioren-Europameisterschaft – Einerverfolgung
- Britischer Junioren-Meister – Einerverfolgung, Scratch

2022
- Britischer Meister – Ausscheidungsfahren

2023
- U23-Europameister – Mannschaftsverfolgung (mit Joshua Giddings, Noah Hobbs und Joshua Tarling)
- U23-Europameisterschaft – Einerverfolgung
- Britischer Meister – Mannschaftsverfolgung (mit William Roberts, Charlie Tanfield und William Tidball)
- Nations Cup in Milton – Mannschaftsverfolgung (mit Oliver Wood, Daniel Bigham und Michael Gill)

2024
- Nations Cup in Adelaide – Mannschaftsverfolgung (mit Joshua Tarling, William Tidball, Rhys Britton und Charlie Tanfield)
- Weltmeisterschaft – Einerverfolgung, Mannschaftsverfolgung (mit Ethan Hayter, Charlie Tanfield, Oliver Wood und Rhys Britton)

2025
- Europameister – Einerverfolgung
- Europameisterschaft – Mannschaftsverfolgung (mit Rhys Britton, Michael Gill, Noah Hobbs und William Tidball)
- U23-Europameister – Einerverfolgung, Mannschaftsverfolgung (mit Elliot Rowe, Noah Hobbs, Ben Wiggins und William Salter)

### Straße
2023
- Britischer U23-Meister – Einzelzeitfahren